# Noma (enfermedad)
La noma, también conocido como estomatitis gangrenosa o cancrum oris, es una enfermedad infecciosa gangrenosa de la boca  que lleva a una destrucción de los tejidos de la cara. Afecta principalmente a niños desnutridos en quienes, de no recibir tratamiento, concluye casi siempre en un desenlace fatal.

## Epidemiología
Afecta principalmente a niños menores de doce años, con un pico de incidencia entre el año y los cuatro años de edad, en los países más pobres del África subsahariana. También se ven afectados niños en Asia y algunos países de América del Sur. La mayoría de los niños que contraen la enfermedad tienen entre dos y seis años de edad. La OMS estima que 500.000 personas están afectadas, y que se presentan 140.000 nuevos casos cada año.
En este mapa de la PAHO puede observarse la distribución de casos de esta enfermedad.

## Etiología
Es una enfermedad de la que no se conoce una causa única. Puede catalogarse como una enfermedad infecciosa pero asociada a factores previos diversos que condicionan un profundo debilitamiento de la respuesta inmune (desnutrición, infecciones, etc.). Están implicados microorganismos como Fusobacterium necrophorum y Prevotella intermedia.
La malnutrición, las condiciones sanitarias deficientes y el debilitamiento causado por las infecciones recurrentes (el sarampión, por ejemplo) parece capaz, por sí mismo, de comprometer la competencia global del sistema inmune. Es decir, que la pobreza y los condicionantes de salud asociados son los que parecen estar entre las causas primarias del noma.

## Cuadro clínico

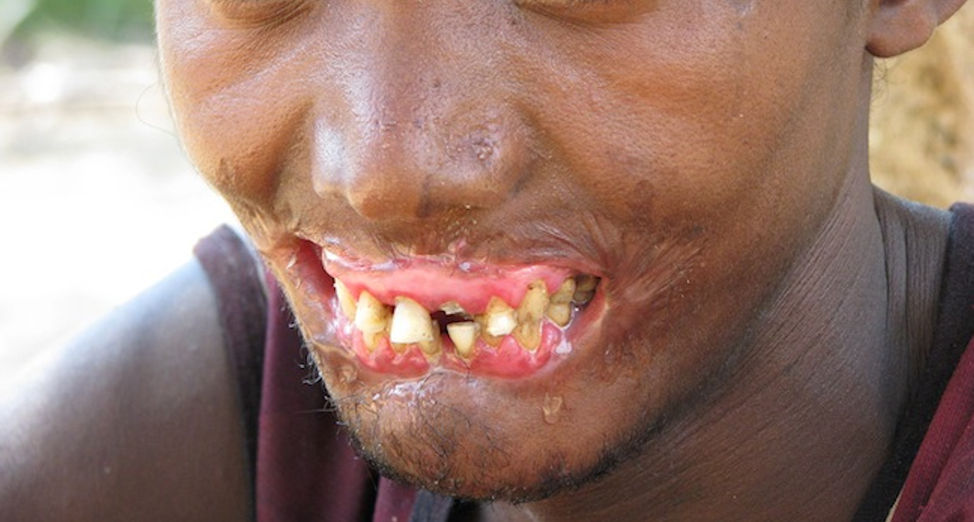
Un hombre afectado de noma

Se desarrollan úlceras en las mucosas de la boca, de evolución rápida, indolora degeneración de los tejidos, llegando hasta el hueso.

## Pronóstico
La enfermedad se asocia con una elevada morbilidad y mortalidad. Las estimaciones dicen que el 80-90% de los casos de noma mueren a causa de la enfermedad.
Además, los supervivientes quedan afectados por lesiones graves y permanentes, sobre todo en la cara, que condicionan un compromiso de la calidad de vida y las posibilidades de desarrollo personal.

## Prevención
Atendiendo a sus causas primarias, intervenciones como la vacunación frente al sarampión y la mejora de las condiciones de vida de los habitantes (alimentación, saneamiento, acceso a cuidados de salud, etc.) serían capaces de evitar un buen número de casos de esta enfermedad.

## Tratamiento
La progresión de la enfermedad se puede detener con el uso de antibióticos y una mejor nutrición. Sin embargo, sus efectos físicos son permanentes y pueden requerir una cirugía plástica reconstructiva. La reconstrucción es, en general, muy difícil.

### Organizaciones comprometidas
- The fight against Autónoma
- Fondation Centinelas
- (enlace roto disponible en Internet Archive; véase el historial, la primera versión y la última).(en alemán)
- All Rehacer Health artículo donde Noma
- Harar (enlace roto disponible en Internet Archive; véase el historial, la primera versión y la última).
- The European Noma Network
- Enfants du Noma(en francés)
- África (enlace roto disponible en Internet Archive; véase el historial, la primera versión y la última).
- Geneva Study Group on Noma (enlace roto disponible en Internet Archive; véase el historial, la primera versión y la última).
- Dutch Noma Foundation Archivado el 4 de marzo de 2016 en Wayback Machine.
- Bertrand Piccard Winds of Hope Foundation
- Noma e.V. - Against Noma organisation (enlace roto disponible en Internet Archive; véase el historial, la primera versión y la última).(en alemán)
- awareness ad on YouTube "Just  10 can save a life"(en alemán)

- Datos: Q994794
- Multimedia: Noma (disease) / Q994794